# Santana, Madeira
Santana là một huyện thuộc Vùng tự trị Madeira, Bồ Đào Nha. Huyện này có diện tích 96 km², dân số thời điểm năm 2001 là 8804 người.